# Daniel Lee (Fußballspieler)
Daniel Lee (* 17. Februar 2007 in Tamuning, Guam) ist ein amerikanisch-samoanischer Fußballspieler südkoreanischer Abstammung auf der Position eines Stürmers, der aber auch als Flügelspieler eingesetzt werden kann und im Jahr 2023 in der amerikanisch-samoanischen Fußballnationalmannschaft debütierte.

## Karriere

### Schulische Laufbahn
Daniel Lee wurde am 17. Februar 2007 in Tamuning auf der Pazifikinsel Guam geboren und zog danach mit seiner Familie nach Südkorea, wo er seine ersten sechs Lebensjahre verbrachte. Mit etwa sieben Jahren kam er mit seiner Familie nach Fidschi, wo er auch aktiv in der Schulmannschaft mit dem Fußballspielen begann. Später zog die Familie weiter nach Amerikanisch-Samoa, wo er verschiedenen Klubs an seiner Schule angehörte, sich rasch integrierte und Mitglied der National Honor Society wurde. Ab etwa 2022 besuchte er die Pacific Horizons School in Tāfuna an der Südküste der amerikanisch-samoanischen Insel Tutuila. Im Sommer 2023 nahm er an den Yale Young Global Scholars (YYGS) teil und war einer von rund 600 Schülern, die aus über 10.000 Bewerbern ins Programm aufgenommen worden waren. Im selben Sommer war er auch Teil der CS Pathway Computer Science Scholars der Carnegie Mellon University. Zwei Jahre in Folge durfte er aufgrund seiner schulischen Leistungen am Junior Science & Humanities Symposium in den Vereinigten Staaten teilnehmen. Im Jahr 2024 wurde als High School Fellow ein Mitglied der gemeinnützigen Organisation Matriculate mit Sitz in New York City. Im Sommer 2024 wurde er Teil der LEDA Cohort 20 Scholars der Advantage Testing Foundation. Von seinem College Board wurde er im August 2024 mit dem National Rural and Small Town Recognition Award, dem National Indigenous Recognition Award und dem National First-Generation Recognition Award ausgezeichnet.

### Fußballlaufbahn
Während seiner Zeit an der Pacific Horizons School spielte er in den schuleigenen Fußballmannschaften und trat mit den jeweiligen Teams an den Schulmeisterschaften an. Außerdem schaffte er in dieser Zeit den Sprung in die amerikanisch-samoanischen Nachwuchsnationalmannschaften sowie in die A-Nationalmannschaft von Amerikanisch-Samoa. Mit der U-17-Auswahl nahm er im Januar 2023 an der U-17-Fußball-Ozeanienmeisterschaft 2023 auf Fidschi teil und kam dabei in beiden Gruppenspielen seiner Mannschaft zum Einsatz. Nach einer deutlichen 0:11-Niederlage im ersten Spiel gegen die Alterskollegen aus Neuseeland verlor Lee mit seinem Team auch das zweite Gruppenspiel gegen Neukaledonien deutlich mit 0:7 und schied mit Amerikanisch-Samoa somit vorzeitig aus dem Turnier aus.
Als Teil des 21-köpfigen amerikanisch-samoanischen Spieleraufgebots nahm Lee am Fußballturnier der Pazifikspiele 2023 teil und absolvierte die ersten drei der vier Länderspiele seines Heimatlandes. Auf eine 0:10-Niederlage im ersten Spiel gegen Samoa folgte eine 0:11-Pleite gegen die Salomonen, woraufhin Amerikanisch-Samoa als Letzter der Gruppe B und mit Abstand schlechteste Mannschaft des Turniers in den anschließenden Spielen um die Plätze 9 bis 12 auch noch das Spiel gegen die Nördlichen Marianen deutlich mit 0:4 verlor, danach auch noch im Spiel um Platz 11 von Tonga bezwungen wurde und somit den letzten Platz des Turniers belegte. Im letzten Spiel saß Lee nicht mal mehr auf der Ersatzbank.
Im April 2024 nahm Lee mit einer amerikanisch-samoanischen Auswahl an der U-19-Fußball-Ozeanienmeisterschaft 2024 auf Vanuatu und Samoa teil. Der südkoreanischstämmige Angriffsspieler wurde von Trainer David Jones in allen drei Gruppenspiele von Amerikanisch-Samoa eingesetzt. Im ersten Spiel gegen Vanuatu (0:4-Niederlage) noch ohne Torerfolg, konnte Lee in den beiden darauffolgenden Länderspielen gegen die Cookinseln (2:3-Niederlage) und Tonga (3:4-Niederlage) jeweils einen Treffer beisteuern.